# Erősítő
Általánosan erősítőnek nevezünk egy olyan áramkört, amely a bemeneti jelet változatlan alakkal, de magasabb energiával (nagyobb amplitúdóval) adja ki.
Az „erősítő” elnevezés alatt a köznyelvben leggyakrabban a hangerősítőket (zenei erősítőket), azon belül is a teljesítményerősítőket értjük, melyek hangosítástechnikai rendszerek részét képezik.

## Fajtái a működési tartomány jelleggörbéje szerint

### A osztályú erősítő
Elektronikus hangerősítők egy fajtája. Az audiofilek kedvenc áramkörei javarészt ilyen erősítők. A kimeneti tranzisztorok a jelszinttől függetlenül mindig nyitva vannak, ebből eredően ezen erősítőfajtának kisebb a torzítása és részletesebb a hangja.
A B osztályú erősítőkkel szembeni előnyei:
- nincs keresztváltási torzítás;
- nincs ki–bekapcsolás a tranzisztoroknál, ezért nincs kapcsolási torzítás;
- alacsonyabb harmonikus torzítás a feszültségerősítő és az áramerősítő részben;
- nincs jelfüggő torzítás a tápegységből;
- állandó és egyben kicsi kimeneti impedancia;
- egyszerűbb elektronikus és konstrukciós a felépítés.

Hátránya:
- Ideális esetben maximum 50% (a gyakorlatban még ennél is kisebb, kb 33%) a hatásfoka.
- A folyamatosan nyitott tranzisztor miatt a disszipációja és az áramfelvétele sokkal nagyobb, mint a B osztályú erősítőké.

### B osztályú erősítő

A B és AB osztályú erősítő alapkapcsolása, az előfeszítő elemek elhanyagolásával

A tranzisztor a nyitás határáig van előfeszítve, így gyakorlatilag nem folyik nyugalmi áram. Emiatt kivezérlés nélkül nem disszipálódik teljesítmény. Kimeneti jel csak akkor keletkezik, ha a bemeneti jel megfelelő polaritású. Váltakozó-feszültségű vezérlőjel és NPN tranzisztor esetében csak az erősített pozitív félhullám, (PNP esetében pedig csak az erősített negatív félhullám) jelenik meg a kimeneten. A B osztályú munkapontba állított erősítő hatásfoka szinuszos kivezérlés esetén 78,5%, ami jó értéknek tekinthető. Hátránya, hogy mivel a munkapont a tranzisztor „könyöktartományában” van, kis vezérlőjelek esetén a kimeneti jel erősen torzított lesz (B osztályú vagy keresztezési torzítás); további negatívum, hogy csak az egyik félhullámot erősíti. Ez utóbbi kiküszöbölhető, ha ellenütemű (komplementer) kapcsolást alkalmazunk, ahol az egyik tranzisztor a pozitív, míg a komplementer párja a negatív félhullámokat erősíti.

### AB osztályú erősítő
Olyan B osztályú beállítás, amelyben a tranzisztor munkapontja a lineárisabb szakaszra esik (bár ez a szakasz sem lineáris), emiatt a kivezérelt állapothoz képest kis értékű nyugalmi áram folyik (10-100 mA). Így kivezérlés nélkül is van teljesítményfelvétel, ami a hatásfokot rontja, azonban még így is jobb hatásfokú, mint az A osztályú munkapont. A nyugalmi áram miatt a B osztályú torzítás megszűnik. Nagy teljesítményű hangtechnikai erősítőkben (30 - 100 - ?  W ig) szinte kizárólag ilyen munkapontba állított ellenütemű végfokozatokat alkalmaznak. Az A osztályú erősítőhöz képest kevesebbet disszipál (alacsonyabb a veszteségi teljesítménye), de torzítása nagyobb, amit megfelelő áramköri kialakítással lehet ellensúlyozni (negatív visszacsatolás)

### C osztályú erősítő
Olyan csöves vagy tranzisztoros erősítő, amelynél a bemenő jel félperiódusánák felénél kisebb ideig folyik áram, ennek következtében jelentős torzítás keletkezik. Ezt csak a rezgőkör tudja helyreállítani, tehát csak távíró üzemben használható. Előnye a nagy hatásfok. Lineáris erősítő céljára alkalmatlan.

### D osztályú erősítő
A D osztályú erősítők kapcsoló üzemben működnek, aminek következtében jellemzőjük a nagy hatásfok, jellemzően 90% feletti a korszerű konstrukciókban. Mivel a kimenete mindig teljesen ki vagy teljesen be van kapcsolva, a veszteségek minimálisak. Egy egyszerű módszer, az impulzusszélesség-moduláció (PWM) is használatos; a nagy teljesítményű kapcsoló üzemű erősítők digitális technikát használnak, mint a szigma-delta moduláció, hogy nagy teljesítményt érjenek el. Régebben hangtechnikai eszközökben csak mélysugárzókhoz használták a korlátozott sávszélesség és a viszonylag nagy torzítás miatt, a félvezetős eszközök fejlődése azonban lehetővé tette a hifi minőségű, a teljes hallható frekvenciasávot lefedő D osztályú erősítők kifejlesztését, a hagyományos erősítőkhöz hasonló jel/zaj aránnyal és torzítással.

## Fajtái a felhasznált alkatrészek szerint

### Félvezetős felépítés

#### Előnyei
- Viszonylag kis helyigény
- Kis teljesítményfelvétel (nincs fűtési veszteség)
- Nincsenek veszélyes nagyságú (60-300V) anódfeszültségek

#### Hátrányai
- Pillanatnyi túlterhelés is tönkreteheti
- Más hangzása van, mint az elektroncsöves készülékeknek
- Jelentős teljesítmény csak speciális kapcsolásokkal érhető el

### Elektroncsövesfelépítés

#### Előnyei
- Kevesebb aktív elemmel érhető el azonos erősítés
- Hangerősítőként sokan kellemesebbnek tartják a hangzását
- C osztályú erősítőként akár MW-os teljesítménytartományban is használható
- Nehéz alkatrészek (transzformátor)
- Kis még kellemes csöves torzítás mellett nagyobb kimeneti jelszint.

#### Hátrányai
- Általában nagyobb méret
- Nagyobb veszteség (részben a katód fűtése miatt)
- Az elektroncsövek élettartama véges (pl. az Orion az 1940-es években az elektroncsövek évenkénti cseréjét ajánlotta)
- Hangtechnikai célokra „elavultnak” tekinthető, folyamatosan cserélendő drága alkatrészek, magas ár